# Xenoleberis yamadai
Xenoleberis yamadai is een mosselkreeftjessoort uit de familie van de Cylindroleberididae. De wetenschappelijke naam van de soort is voor het eerst geldig gepubliceerd in 1979 door Hiruta.